# Gorka García
Gorka García Zubikarai, nacido el 8 de febrero de 1975 en Anzuola, Guipúzcoa. Es un exfutbolista español.

## Clubes
| Club               | País   | Año       |
| ------------------ | ------ | --------- |
| SD Llodio          | España | 1996-1997 |
| Amurrio Club       | España | 1997-1999 |
| SD Eibar           | España | 1999-2000 |
| Levante UD         | España | 2000-2002 |
| Córdoba CF         | España | 2002-2003 |
| CA Osasuna         | España | 2003-2004 |
| Córdoba CF         | España | 2004-2005 |
| Lorca Deportiva CF | España | 2005-2007 |
| Cultural Leonesa   | España | 2007-2010 |

- Datos: Q3824376